# 薩爾坎
薩爾坎是伊朗的城市，位於該國西北部，由哈馬丹省負責管轄，距離首府哈馬丹20公里，處於首都德黑蘭西南280公里，海拔高度1,937米，2006年人口4,557。